# Maîtresses très particulières
 Pour plus de détails, voir Fiche technique et Distribution
Maîtresses très particulières est un film pornographique français, sorti dans les salles françaises en 1980 sous la signature de Burd Tranbaree (pseudonyme de Claude Bernard-Aubert). Il est composé de scènes d'un film américain réalisé par Chuck Vincent (pseudonyme de Charles Vincent Dingley) et de scènes additionnelles tournées à Paris.

## Synopsis
Didier et Estelle sont un couple de mariés trentenaires parisiens qui pimentent leur vie sexuelle de jeux de rôles. Lors d'une soirée avec un couple d'amis, ceux-ci conseillent à Didier de pratiquer l'échangisme pour éviter de tomber dans la routine. Lors d'un dîner suivant au domicile du couple d'amis, malgré leur apparent embarras au départ, ils s'adonnent à un jeu de carte déshabilleur, puis viennent les gages qui tournent rapidement à l'échangisme. Le couple multipliera ensuite les aventures, allant de surprises en surprises[Lesquelles ?].

## Antécédents
Claude Bernard-Aubert, s'il est considéré comme le réalisateur du film, a utilisé des scènes issues d'un film américain qu'il a fait doubler par des acteurs français et qu'il a entrecoupées de plans d'insert (entre autres de Paris) filmés par lui. Le film américain d'où les scènes sont issues, Jack + Jill, a été réalisé par Chuck Vincent (pseudonyme de Charles Vincent Dingley) en 1979 et produit par VCA.

## Fiche technique
- Titre : Maîtresses très particulières
- Scénario : Billy S. Schaeffer
- Réalisation : Claude Bernard-Aubert sous le pseudonyme Burd Tranbaree et sur base d'extraits du film américain "Jack + Jill" réalisé par Chuck Vincent (pseudonyme de Charles Vincent Dingley)
- Distribution et Production : Alpha France Distribution
- Musique : Francis Personne
- Durée : 68 minutes
- Année de production : 1979
- Pays :  France
- Genre : pornographique
- Date de sortie : France : 5 mars 1980[1]

## Distribution
- Samantha Fox : Estelle/ Jill
- Jack Wrangler : Didier / Jack
- Merle Michaels : Claire
- Eric Edwards
- Roger Caine
- Annie Sprinkle ; Brigitte
- Vanessa Del Rio : Rosette
- Rikki O'Neal : La complice de Brigitte

## Voix françaises
- Dominique Paturel : Didier
- Jacques Bignon
- Claire Bouffier
- France Lambeau

## Chapitres
Le film se découpe en quatre chapitres distincts :
- Couples insatiables
- Maîtresses très spéciales
- Maîtresses à tout faire
- Les Odalisques